# Manuela Bravo

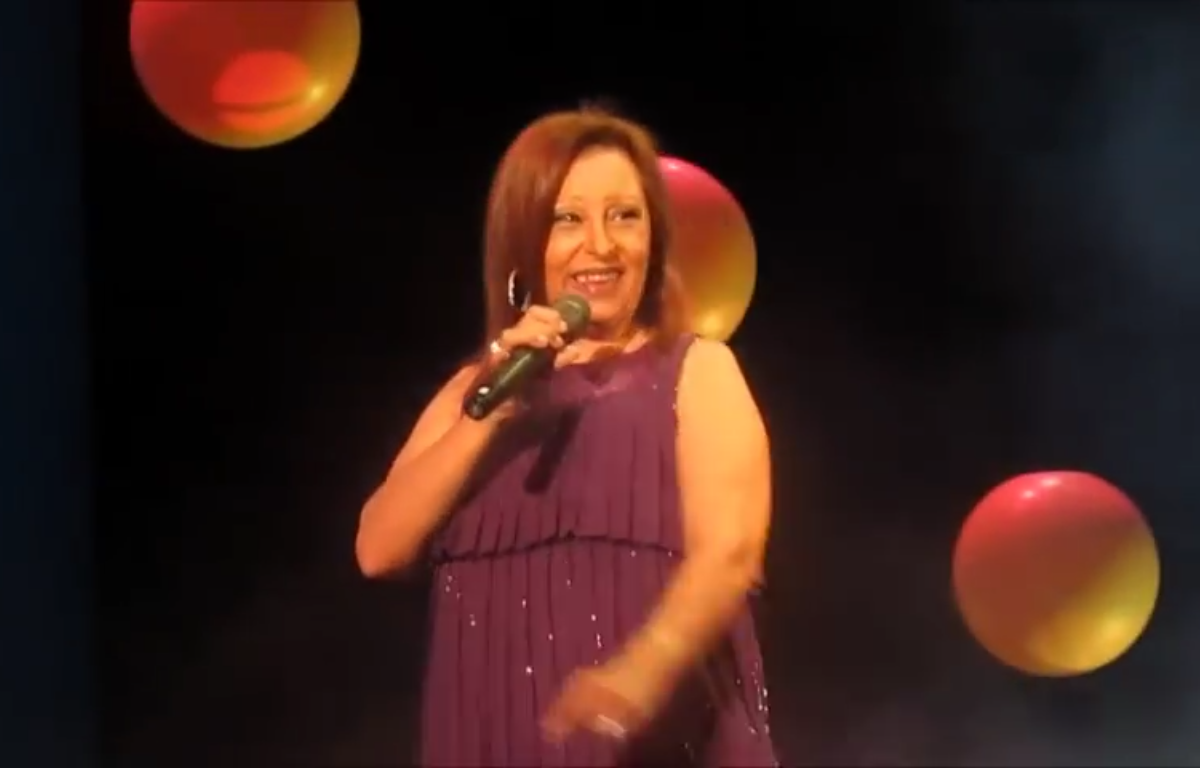
Manuela Bravo, 2015

Maria Manuela de Oliveira Moreira Bravo (* 7. Dezember 1957 in Queluz (Sintra)) ist eine portugiesische Sängerin.

## Leben
Sie wurde als Tochter des Fado-Sängers Loubet Bravo in eine musikalische Familie geboren. Bereits im Alter von 5 Jahren sang sie erstmals vor Publikum.
Ab 1973, im Alter von erst 15 Jahren, erschienen erste Singles von ihr. Es folgten eine Vielzahl Singles und sechs eigene Alben, dazu drei Best-of-Zusammenstellungen ihrer Werke und Beteiligungen an knapp 20 Samplern. Sie trat auch mehrmals in Unterhaltungssendungen des portugiesischen Fernsehens auf.
Als Gewinnerin des Festival da Canção 1979 durfte sie beim Eurovision Song Contest 1979 in Jerusalem für ihr Heimatland antreten. Mit dem Schlager Sobe, sobe, balão sobe erreichte sie den neunten Platz.

## Diskografie
Alben
- Manuela Bravo (LP, Vadeca, 1981)
- Óculos de Sol (LP, Discossete, 1989)
- Canções Que Me fazem Feliz (LP, Discossete, 1992)
- Manuela Bravo a Preto e Branco (CD, Soprosom, 1993)
- Intenções (CD, Ed. Autor)
- Este Bravo Que Sou (CD, Ed. Autor, 2004)